# 洪溪镇 (美姑县)
依果觉乡，是中华人民共和国四川省凉山彝族自治州美姑县下辖的一个乡镇级行政单位。2021年1月12日，撤销依果觉乡和瓦西乡，设立洪溪镇。以原依果觉乡和原瓦西乡所属行政区域为洪溪镇的行政区域。

## 行政区划
依果觉乡下辖以下地区：
依果觉村、古拖村、处洪觉村、马洪觉村、木尔村、采乃坚村、依德阿莫村、阿尼木村、瓦尼窝村、尔马村、四季吉村和甘都村。

## 中国传统村落
2013年8月，古拖村、四季吉村被评为第二批中国传统村落。